# 松木範彦
松木 範彦（まつき のりひこ、安永2年〈1773年〉 - 天保6年閏7月9日〈1835年9月1日〉）は、江戸時代後期に活動した神職、公卿。正三位。

## 生涯
安永2年（1773年）、松木栄彦の子として生まれる。
文化11年5月24日（1814年7月11日）、従三位に叙され、公卿（非参議）に列せられた。このとき、外宮四禰宜だったが、文化13年7月22日（1816年8月15日）に外宮一禰宜松木言彦が職を辞したことにより、一階昇進し外宮三禰宜となった。さらに文政2年5月10日（1819年7月1日）に外宮二禰宜久志本常全が薨去したことを受けて、一階昇進し外宮二禰宜となった。
文政8年11月4日（1825年12月13日）、外宮一禰宜曽禰朝栄が薨じ、ついに外宮一禰宜に昇進、文政9年6月8日（1826年7月12日）、正三位に陞った。文政10年8月21日（1827年10月11日）、長男朝彦が生まれた。
天保3年7月25日（1832年8月20日）、一禰宜を辞した。
天保6年閏7月9日（1835年9月1日）、63歳で薨去した。